# 甲爾哈巴底翁德
《甲爾哈巴底翁德》（福爾摩沙語：Jarhabadiond）為喬治·撒瑪納札於其作品《福爾摩啥》中虛構國度嘉德阿威亞（福爾摩沙）的一部經書，記載許多關於嘉德阿威亞的宗教信仰與禮儀習俗等。本書為先知撒瑪納札以神賜的字母寫成，是為福爾摩沙字母的源頭。